# József Kanta
József Kanta (ur. 24 marca 1984 w Keszthely) – węgierski piłkarz grający na pozycji pomocnika, od 2004 roku zawodnik MTK Budapeszt, reprezentant kraju, węgierski piłkarz roku 2008.

## Życiorys
Do 1998 roku występował w juniorach FC Ajka, a następnie grał w juniorskich zespołach MTK Budapeszt. Seniorską karierę rozpoczynał w 2002 roku z BFC Siófok, z którym w sezonie 2002/2003 awansował do NB I/B. W sezonie 2003/2004 zdobył dla klubu 24 gole.
W 2004 roku przeszedł do MTK. W NB I zadebiutował 7 sierpnia w wygranym 3:0 meczu z Matáv FC Sopron, w którym strzelił ponadto bramkę. W swoim pierwszym sezonie Kanta stał się podstawowym pomocnikiem swojej drużyny, która zdobyła ponadto trzecie miejsce w lidze. W następnym sezonie zdobył 18 goli w lidze, zajmując tym samym trzecie miejsce na liście najlepszych strzelców. W 2006 roku otrzymał nagrodę Ferenca Puskása dla ligowego odkrycia roku. W sezonie 2006/2007 Kanta z 16 trafieniami ponownie był trzeci w rankingu strzelców ligowych, a jego klub zdobył wówczas wicemistrzostwo Węgier. Ponadto w lutym zadebiutował w reprezentacji podczas towarzyskich spotkań z Cyprem (1:2) i Łotwą (2:0). W 2008 roku zdobył z MTK mistrzostwo i superpuchar kraju, został także wybrany piłkarzem roku. Następnie doznał poważnej kontuzji kolana, przez co do regularnej gry wrócił dopiero w 2010 roku. W sezonie 2010/2011 jego klub spadł z NB I, wracając do najwyższej ligi rok później. W NB II wraz z MTK występował ponadto w sezonie 2017/2018 i od 2019 roku.
Jego brat Szabolcs również jest piłkarzem.

## Statystyki ligowe
| Sezon     | Klub          | Liga   | Mecze | Gole |
| --------- | ------------- | ------ | ----- | ---- |
| 2002/2003 | BFC Siófok    | NB II  | ?     | ?    |
| 2003/2004 | BFC Siófok    | NB I/B | 29    | 24   |
| 2004/2005 | MTK Budapeszt | NB I   | 28    | 8    |
| 2005/2006 | MTK Budapeszt | NB I   | 24    | 18   |
| 2006/2007 | MTK Budapeszt | NB I   | 27    | 16   |
| 2007/2008 | MTK Budapeszt | NB I   | 25    | 12   |
| 2008/2009 | MTK Budapeszt | NB I   | 6     | 5    |
| 2009/2010 | MTK Budapeszt | NB I   | 3     | 0    |
| 2010/2011 | MTK Budapeszt | NB I   | 26    | 4    |
| 2011/2012 | MTK Budapeszt | NB II  | 27    | 8    |
| 2012/2013 | MTK Budapeszt | NB I   | 26    | 9    |
| 2013/2014 | MTK Budapeszt | NB I   | 27    | 10   |
| 2014/2015 | MTK Budapeszt | NB I   | 29    | 8    |
| 2015/2016 | MTK Budapeszt | NB I   | 27    | 7    |
| 2016/2017 | MTK Budapeszt | NB I   | 32    | 3    |
| 2017/2018 | MTK Budapeszt | NB II  | 25    | 6    |
| 2018/2019 | MTK Budapeszt | NB I   | 27    | 6    |
| 2019/2020 | MTK Budapeszt | NB II  | 11    | 2    |